# James Mirrlees
James Alexander Mirrlees (Minnigaff, 5 luglio 1936 – Cambridge, 29 agosto 2018) è stato un economista e docente britannico, vincitore, insieme a William Vickrey, del premio Nobel per l'economia nel 1996, «per i fondamentali contributi alla teoria economica degli incentivi in presenza di informazioni asimmetriche».

## Biografia
Nato a Minnigaff, Kirkcudbrightshire, Mirrlees ha studiato alla Douglas Ewart High School, poi all'Università di Edimburgo (Master in Matematica e Filosofia Naturale nel 1957) e al Trinity College di Cambridge (Mathematical Tripos e PhD nel 1963 con la tesi Optimum Planning for a Dynamic Economy, supervisionata da Richard Stone). Era molto attivo nei dibattiti studenteschi. Un contemporaneo, Quentin Skinner, ha suggerito che Mirrlees fosse in quel periodo un membro degli Apostoli di Cambridge insieme al collega premio Nobel Amartya Sen.

## Carriera
Tra il 1968 e il 1976, Mirrlees fu professore ospite al Massachusetts Institute of Technology per tre volte. Fu anche visiting professor presso l'Università della California, Berkeley (1986) e l'Università di Yale (1989).  Insegnò sia all'Università di Oxford (come Edgeworth Professor of Economics dal 1968 al 1995) che all'Università di Cambridge (1963-1968 e 1995-2018). È durante i suoi anni a Oxford che pubblicò i modelli e le equazioni che lo resero celebre.
Mirrlees fu professore emerito di economia politica all'Università di Cambridge e membro del Trinity College di Cambridge. Trascorreva diversi mesi all'anno presso l'Università di Melbourne, in Australia. È stato Distinguished Professor-at-Large dell'Università cinese di Hong Kong e dell'Università di Macao. Nel 2009 venne nominato Maestro Fondatore del Morningside College dell'Università Cinese di Hong Kong.
Mirrlees fu membro del Council of Economic Advisers scozzese. Diresse anche la Mirrlees Review per ottenere una revisione del sistema fiscale britannico da parte dell'Institute for Fiscal Studies.

### La ricerca
Durante la sua permanenza a Oxford, pubblicò articoli sui modelli economici per i quali alla fine sarebbe stato insignito del premio Nobel. I documenti si sono concentrati sull'asimmetria informativa, che determina la misura in cui dovrebbe influenzare il tasso ottimale di risparmio in un'economia. Tra gli altri risultati, dimostrò i principi di "azzardo morale" e "tassazione ottimale del reddito" discussi nei libri di William Vickrey. Da allora la metodologia è diventata lo standard nel settore. 
Mirrlees e Vickrey condivisero il Premio Nobel per l'Economia nel 1996 "per i loro contributi fondamentali alla teoria economica degli incentivi in condizioni di informazione asimmetrica".
Mirrlees fu anche co-creatore, con il professor Peter A. Diamond del MIT, del teorema di efficienza di Diamond-Mirrlees, sviluppato nel 1971.
Tra i suoi studenti di dottorato ci furono eminenti accademici e responsabili politici come il professor Franklin Allen, Sir Partha Dasgupta,  il professor Huw Dixon, il professor Hyun-Song Shin, Lord Nicholas Stern, il professor Anthony Venables, Sir John Vickers e il professor Zhang Weiying.
Espresse riserve circa la permanenza di alcuni Paesi nell'euro, fra i quali l'Italia. A proposito dell'Italia dichiarò di ritenere opportuna una sua uscita dall'euro, pur ammettendo di non poter valutare correttamente le conseguenze negative (comunque presenti) di un'uscita dalla moneta unica, e che comunque una tale mossa non avrebbe risolto i problemi del Paese.

### Morte
Morì a Cambridge, in Inghilterra, il 29 agosto 2018 all'età di 82 anni.

## Opere (selezione)
- Social cost benefit analysis, coautore Ian Malcolm David Little, Paris, Development Centre of the Organisation for Economic Co-Operation and Development, 1968.
- Manual of industrial project analysis in developing countries, coautore Ian Malcolm David Little, Paris, Development Centre of the Organisation for Economic Co-Operation and Development, 1969.
- Models of economic growth, coautore N. H. Stern, London, Macmillan, 1973.
- Project appraisal and planning for developing countries,, coautore Ian Malcolm David Little, New York, Basic Books, 1974.
- Optimal taxation in a stochastic economy : a Cobb-Douglas example, coautori Peter Arthur Diamond e Jon David Helms, Cambridge, Mass., MIT, 1978.
- Welfare, incentives, and taxation, Oxford, Oxford University Press, 2000.